# Bờ Tây Hoa Kỳ

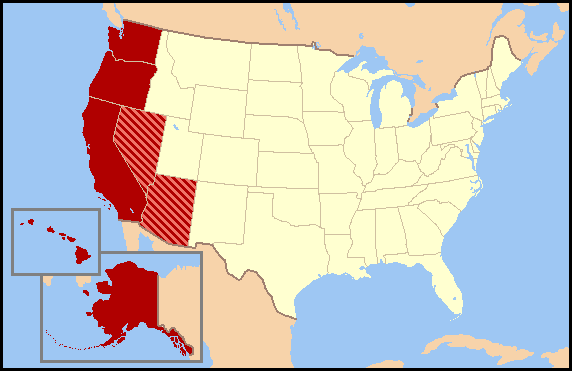
Các tiểu bang thể hiện màu đỏ sẫm thuộc Tây Duyên hải, các tiểu bang màu đỏ nhạt có thể hoặc không được xem như là một phần của Bờ Tây.

Bờ Tây Hoa Kỳ, bờ Tây nước Mỹ hay Tây Duyên hải Hoa Kỳ (tiếng Anh: West Coast of the United States hay "West Coast", "Western Seaboard", "Pacific Coastline") là thuật ngữ chỉ các tiểu bang duyên hải cận tây nhất của Hoa Kỳ. Thông thường nhất là chỉ California, Oregon và Washington, và Alaska. Hai tiểu bang Arizona và Nevada, trong khi không phải là các tiểu bang duyên hải, thường được tính vào vì sự tương tự của chúng đối với Duyên hải Thái Bình Dương cũng như nền kinh tế và văn hoá của chúng có liên hệ mật thiết với California (Ví dụ như hai đại học lớn nhất của Arizona là thành viên của "Pacific-10 Conference" (Nhóm thể thao gồm 10 đại học Thái Bình Dương).
Mặc dù không thuộc Hoa Kỳ Lục địa, Hawaii có ranh giới với Thái Bình Dương và có thể được tính vào "Tây Duyên hải". Tính đến năm 2007, dân số tổng cộng của Tây Duyên hải khoảng từ 50–60 triệu, tuỳ thuộc vào tiểu bang nào được tính chung vào ước tính dân số.
Tây Duyên hải đôi khi được đơn giản gọi là "the Coast" (duyên hải), một thuật từ cũ được cho rằng đã từng xuất hiện ở vùng Đông Bắc Hoa Kỳ. Dựa vào sự nổi bật của vùng này về chính trị có tính tả khuynh hơn một số vùng khác của Hoa Kỳ nên thuật từ "Left Coast" (Duyên hải tả khuynh) đôi khi được dùng để chỉ vùng này.
Các thành phố duyên hải chính nằm trên Tây Duyên hải gồm có Los Angeles, California, San Diego, California, San Francisco, California, Seattle, Washington, Anchorage, Alaska, Honolulu, Hawaii, và Long Beach, California. Các thành phố lớn không nằm trên duyên hải gồm có Phoenix, Arizona; San Jose, California; Las Vegas, Nevada; Portland, Oregon; Sacramento, California; Fresno, California; Tucson, Arizona; và Oakland, California.
Lịch sử Tây Duyên hải Hoa Kỳ gồm có: con người đầu tiên đến vùng này khoảng 10 ngàn năm trước đây và sự hiện diện của người định cư, thám hiểm thuộc các nước Tây Ban Nha, Anh, México, Nga và Mỹ.